# Reprezentacja Włoch w hokeju na lodzie kobiet
Reprezentacja Włoch w hokeju na lodzie kobiet – narodowa żeńska reprezentacja tego kraju. Należy do Dywizji Drugiej.

## Starty w Mistrzostwach Świata
- 1999 – 17. miejsce
- 2000 – 16. miejsce
- 2001 – 19. miejsce
- 2003 – 18. miejsce
- 2004 – 17. miejsce
- 2005 – 16. miejsce
- 2007 – 17. miejsce
- 2008 – 19. miejsce
- 2009 – 19. miejsce
- 2011 – 17. miejsce

## Starty w Igrzyskach Olimpijskie
- 2006 - 8. miejsce